# Taraco (Railaco)
Taraco (Taraso, Taraço) ist ein osttimoresischer Suco im Verwaltungsamt Railaco (Gemeinde Ermera).

## Geographie
Vor der Gebietsreform 2015 hatte Taraco eine Fläche von 10,76 km². Nun sind es 10,95 km². Der Suco liegt im Nordosten des Verwaltungsamts Railaco. Südwestlich liegt der Suco Liho, südlich die Sucos Railaco Craic, Railaco Leten und Deleso und südöstlich der Suco Samalete. Im Norden grenzt Taraco an das zur Gemeinde Liquiçá gehörende Verwaltungsamt Bazartete mit seinen Sucos Ulmera und Tibar und im Nordosten an das zur Gemeinde Aileu gehörende Verwaltungsamt Laulara mit seinem Suco Fatisi. Die Grenze zu Railaco Craic und Liho bildet der Fluss Balele, der sich an der Grenze zur Gemeinde Liquiçá mit dem von Westen kommenden Mata Hare vereinigt und dann den Comoro bildet. Der Comoro folgt dann der Grenze zwischen Taraco und Liquiçá.
Im Süden von Taraco liegen die Dörfer Datoleo und Laqueco (Lakeko). In Laquco befindet sich die Grundschule Escola Primaria No. 249 Taraco.
Im Suco befinden sich die zwei Aldeias Datoleo und Laquco.

## Einwohner
Im Suco leben 638 Einwohner (2022), davon sind 309 Männer und 329 Frauen. Im Suco gibt es 114 Haushalte. Fast 58 % der Einwohner geben Tetum Prasa als ihre Muttersprache an. 41 % sprechen Mambai und kleine Minderheiten Idalaka, Isní, Baikeno, Atauru oder Tetum Terik.

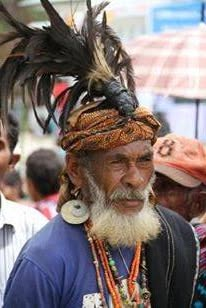
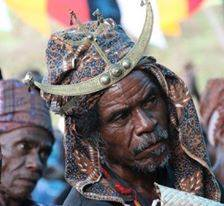

## Geschichte
1975 flohen 70 Einwohner der Sucos von Taraco und Samalete nach Einschüchterungen durch UDT-Anhänger in die Wälder. Zur selben Zeit wurden sieben UDT-Mitglieder von FRETILIN-Anhängern ermordet. Die Ermordeten sollen selbst an Morden an FRETILIN-Anhängern beteiligt gewesen sein. Aus Rache wurde später wiederum ein FRETILIN-Anhänger durch UDT-Mitglieder umgebracht.

## Politik

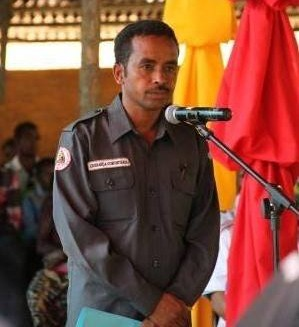
Graciano de Jesus (2016)

Bei den Wahlen von 2004/2005 wurde Augusto dos Santos zum Chefe de Suco gewählt. Bei den Wahlen 2009 gewann Graciano de Jesus und wurde bei den Wahlen 2016 in seinem Amt bestätigt.